# Mistake (píseň, Mike Oldfield)
„Mistake“ je píseň britského multiinstrumentalisty Mika Oldfielda. Vydána byla pod hlavičkou The Mike Oldfield Group jako jeho třináctý singl v létě 1982 a v britské hudební hitparádě se neumístila.
Písnička „Mistake“ se poprvé objevila na kanadském vydání Oldfieldova alba Five Miles Out na jaře 1982. Evropská verze alba ale tuto píseň neobsahovala. Několik dní před vydáním singlu píseň „Mistake“ (včetně B strany tohoto singlu) vyšla na singlové kompilaci „The Mike Oldfield EP“ určené pro německý trh. V celé Evropě se tak „Mistake“ objevila na albu až v roce 1985 na kompilaci The Complete Mike Oldfield. Hlavní vokály v „Mistake“ patří Maggie Reillyové.
B stranu singlu tvoří instrumentálka „(Waldberg) The Peak“. Ta poprvé vyšla na německém singlu „The Mike Oldfield EP“.

## Seznam skladeb
1. „Mistake“ (Oldfield) – 2:54
2. „(Waldberg) The Peak“ (Oldfield) – 3:24